# Кузручей
Кузручей — ручей в России, протекает по территории Идельского сельского поселения Сегежского района и Сумпосадского сельского поселения Беломорского района Карелии. Длина ручья — 12 км.
Ручей берёт начало из ламбины без названия.
Течёт преимущественно в северо-восточном направлении по заболоченной местности.
Ручей в общей сложности имеет 7 притоков суммарной длиной 10 км.
Впадает в реку Кузреку на высоте ниже 46 метров над уровнем моря.
Населённые пункты на ручье отсутствуют.
Код объекта в государственном водном реестре — 02020001412202000006945.